# Troianivka, Zinkiv
Troianivka (în ucraineană Троянівка) este un sat în comuna Birkî din raionul Zinkiv, regiunea Poltava, Ucraina.

## Demografie
Componența lingvistică a localității Troianivka
     Ucraineană (100%)
Conform recensământului din 2001, toată populația localității Troianivka era vorbitoare de ucraineană (100%).